# Lalanne-Arqué
Lalanne-Arqué è un comune francese di 139 abitanti situato nel dipartimento del Gers nella regione dell'Occitania.

## Società

### Evoluzione demografica
Abitanti censiti